# K4-Quadrado Azul
K4-Quadrado Azul é uma banda de rock portuguesa, fundada em janeiro de 1987.

## Formação
Principal
- Pedro Eloy (teclas)
- Hernani Faustino (baixo)
- Fernando Faustino (voz)
- Paulo Neto (bateria)
- João Miguel (voz & guitarra)
- Luís Ferreira (guitarra)

Outros membros
- Farinha Master
- Luis San Payo
- Jorge Roque
- Rui Dâmaso

## Discografia
Discografia
- (1988, Feedback) - Jardineiro/Tudo é Meu
- (1990, Can I eat your cheese) - K4 Quadrado Azul, 12"EP - Paramessalina/A Falência do Amor/Quinhentista/Babilónia

Videografia
- Quinhentista;
- Álibi